# Горячее сердце
«Горячее сердце» — комедия в пяти действиях Александра Островского. Над комедией Островский начал работать в октябре и закончил в декабре 1868 г. Указание: «Действие происходит лет 30 назад в уездном городе Калинове» он вынужден был сделать по требованию цензуры, которую особенно смутила крайне «непочтительная» характеристика городничего Градобоева. 4 января 1869 года комедия была допущена к представлению.
Впервые опубликована в журнале «Отечественные записки» No 1 журнала за 1869 год.
Комедия поставлена впервые в московском Малом театре 15 (27) января 1869, в бенефис Прова Садовского, исполнявшего роль Курослепова; в Петербурге, на сцене Александринского театра, 29 января того же года, в бенефис артистки Линской.

## Действующие лица
- Павлин Павлиныч Курослепов, именитый купец.
- Матрёна Харитоновна, жена его.
- Параша, дочь его от первой жены.
- Наркис, приказчик Курослепова (по дому).
- Гаврило, приказчик (по лавке).
- Вася Шустрый, сын недавно разорившегося купца.
- Силан, дальний родственник Курослепова, живёт в дворниках.
- Серапион Мардарьич Градобоев, городничий.
- Сидоренко, полицейский унтер-офицер, он же и письмоводитель городничего.
- Жигунов, будочник.
- Аристарх, мещанин.
- Тарас Тарасыч Хлынов, богатый подрядчик.
- Барин с большими усами.
- Мещане: 1-й, 2-й, 3-й.
- Гребцы, песенники, инвалидные солдаты, арестанты.
- Разные люди.
- Рабочие Курослепова.
- Девушка.

## Постановки
- 15 января 1869 году в Московском Малом театре, в бенефис П. М. Садовского (Курослепов — П. Садовский, Параша — Федотова, Матрёна — Акимова, Градобоев — В. Живокини, Хлынов — В. Дмитревский, Наркис — Д. Живокини, Гаврила — Н. Музиль, Вася Шустрый — Третьяков-Стрельский, Силан — Федотов, Барин с большими усами — Константинов, Сидоренко -Никифоров, Аристарх — Шумский). Возобновления:
  - 1883 (Курослепов — Греков, Параша — Ермолова, Матрёна — Акимова, Градобоев — Макшеев, Хлынов — М. П. Садовский, Наркис — К. Рыбаков)
  - 1906 (Курослепов — К. Рыбаков, Матрёна — О. Садовская, Градобоев — Правдин, Хлынов — М. Садовский).

- В Александринском театре — 29 января 1869 года в бенефис Ю. Н. Линской (Матрёна — Линская, Курослепов — П. Васильев, Параша — Е. Струйская, Градобоев — В. Самойлов, Зубов, Хлынов — Бурдин, Наркис — Горбунов, Гаврила — Калугин, Вася Шустрый — Сазонов, Силан — Зубров, Барин с большими усами — Степанов, Сидоренко — В. Васильев, Аристарх — Зубов, Полтавцев). Возобновления:
  - 1875 (Курослепов — Виноградов, Матрёна — Левкеева 1-я, Силан — Варламов),
  - 1893 (Курослепов — Варламов, Параша — Савина, Потоцкая, Матрёна — Владимирова, Градобоев — П. Медведев, Хлынов — Сазонов, Нильский, Силан — Давыдов)
  - 1904 (пост. Санина, худ. Янов; Курослепов — Варламов, Матрёна — Н. Васильева, Параша — Шувалова, Градобоев — К. Яковлев, Хлынов — Давыдов, Наркис — Аполлонский, Гаврила — Ходотов),
  - 1914 (Матрёна — Савина).

- Московское Общество искусства и литературы (1897; Курослепов — Артём, Хлынов — Лужский, Градобоев — Неволин, Параша — Васильева, Силан — Прокофьев, Аристарх — Бурджалов, Наркис — Арбатов)
- Театр Корша (1893; бенефис Валентинова, исполнявшего роль Хлынова)
- Театр Незлобина (1913, реж. Званцев, худ. Кустодиев)
- 23 января 1926 — МХАТ (реж. Станиславский, Тарханов и Судаков, худ. Крымов; Курослепов — Грибунин, Матрёна — Шевченко, Параша — Еланская, Градобоев — Тарханов, Хлынов — Москвин, Наркис — Добронравов, Гаврила — В. Орлов, Вася Шустрый — Станицын, Силан — Хмелёв, Барин с большими усами — Ершов, Сидоренко — Грибов, Аристарх — Н. Подгорный). В «Горячем сердце» на сцене МХАТа играл Станицын, Блинников (Курослепов); Тихомирова, Тарасова (Параша); Яншин (Градобоев); Грибов (Хлынов); Ливанов, Жильцов (Наркис); Судаков, Вербицкий (Барин с большими усами); Грибов, Яншин, Дорохин, Истрин (Сидоренко); В. А. Попов (Аристарх).

- 1942 (в Новосибирске) Ленинградский театр им. А. С. Пушкина (реж. Кожич и Даусон, худ. Самохвалов; Курослепов — Малютин, Матрёна — Белоусова, Параша — Митрофанова, Градобоев — Скоробогатов, Хлынов — Толубеев, Наркис — Чекаевский, Гаврила — А. Борисов).
- Театр им. Ленсовета, Москва (1935)
- Театр Красной Армии в Ростове-на-Дону; Свердловский театр (1936)
- Саратовский театр (1937)
- Ярославский театр; Магнитогорский театр (1940)
- Бакинский театр (1941)
- Казанский театр (1944, реж. Дикий, худ. Осмёркин; Курослепов — Ф. Григорьев, Градобоев — Якушенко, Хлынов — Бросевич, Матрёна — Жилина, Параша — Лисецкая)
- Ивановский театр (1944, реж. Дикий, худ. Комаровский)
- Красноярский театр (1946)
- Иркутский и Челябинский театры (1948)
- Харьковский театр (1951)
- Куйбышевский театр (1958)
- 1973 — Ленинградский театр комедии. Реж. В.С. Голиков.
- 1992 — Малый театр. Реж. Б. А. Морозов. Художник Э. С. Кочергин.
- 2000 — Театр ГИТИСа (РАТИ). Реж. С. В. Женовач.
- 2007 — Театр на Малой Бронной. Реж. Р. С. Самгин.
- 2013 — Московский театр «Современник». Постановка — Егор Перегудов; Курослепов — В.Мищенко, Параша — Светлана Иванова, Наркис — Д.Смолев, Гаврило — Сергей Гирин, Вася Шустрый — Иван Стебунов, Хлынов — Артур Смольянинов, Хватский — В.Федченко, Матрёна — Д.Белоусова.
- 2014 — Учебный театр МГИКА. Постановка Владимира Красовского. Роли исполняли: Курослепов — Александр Юнкеров, Матрёна — Татьяна Мельничук, Марина Ревина, Татьяна Медведенко, Параша — Диана Дарчиева, Настя Фефелова, Градобоеви — Владимир Красовский, Аристарх — Никита Кулеш, барин — Нина Сизова, Диана Дарчиева, Хлынов — Валерий Богатырёв, Гаврила — Олег Донской, Вася — Микан Джумабаев, Наркис- Иосиф Оганесян, девка — Дарья Гевнер, Силан — Марат Ибрагимов, Сидоренко, Жигунов — Ревина,  Мельничук, Медведенко, Богомолка — Пелагея Растопчина.

## Экранизации
- 1953 — Горячее сердце (СССР, фильм-спектакль Ленинградского академического театра драмы им. А.С.Пушкина)